# Communauté de communes du pays de Vendôme
La communauté de communes du pays de Vendôme est une ancienne communauté de communes française, située dans le département de Loir-et-Cher et dans la région Centre-Val de Loire. Elle disparaît en janvier 2017 et la mise en effet de la nouvelle communauté d'agglomération Territoires Vendômois,,.

## Géographie

### Composition
Elle était composée des communes suivantes :
| Nom                   | Code Insee | Gentilé         | Superficie (km2) | Population (dernière pop. légale) | Densité (hab./km2) |
| --------------------- | ---------- | --------------- | ---------------- | --------------------------------- | ------------------ |
| Vendôme (siège)       | 41269      | Vendômois       | 23,89            | 16 879 (2014)                     | 707                |
| Azé                   | 41010      | Azéens          | 31,93            | 1 096 (2014)                      | 34                 |
| Coulommiers-la-Tour   | 41065      | Columériens     | 12,12            | 527 (2014)                        | 43                 |
| Danzé                 | 41073      | Danzéens        | 42,26            | 709 (2014)                        | 17                 |
| Faye                  | 41081      |                 | 8,70             | 237 (2014)                        | 27                 |
| Lunay                 | 41120      | Lunotiers       | 38,63            | 1 278 (2014)                      | 33                 |
| Marcilly-en-Beauce    | 41124      | Marcilliaciens  | 6,39             | 353 (2014)                        | 55                 |
| Rahart                | 41186      | Rahartois       | 14,23            | 306 (2014)                        | 22                 |
| Saint-Firmin-des-Prés | 41209      | Saint-Firminois | 13,89            | 857 (2014)                        | 62                 |
| Saint-Ouen            | 41226      | Audoniens       | 11,30            | 3 308 (2014)                      | 293                |
| Thoré-la-Rochette     | 41259      | Thoréens        | 10,78            | 881 (2014)                        | 82                 |
| La Ville-aux-Clercs   | 41275      | Villauclergeois | 26,61            | 1 298 (2014)                      | 49                 |

7 communes (sur 13) des 2 cantons de Vendôme n'étaient pas membres de la communauté : Areines, Mazangé, Meslay, Naveil, Sainte-Anne, Villerable et Villiersfaux. Elles appartenaient à la Communauté de communes du Vendômois Rural.

## Démographie
La communauté de communes du Pays de Vendôme comptait 27 539 habitants (population légale INSEE) au 1er janvier 2007. La densité de population est de 118,7 hab./km2.

### Évolution démographique
| 1968   | 1975   | 1982   | 1990   | 1999   | 2007   | - | - | - |
| ------ | ------ | ------ | ------ | ------ | ------ | - | - | - |
| 22 603 | 24 846 | 25 722 | 26 683 | 27 459 | 27 539 | - | - | - |

## Politique communautaire

### Représentation

#### Présidents de la communauté de communes
Le 22 septembre 2008, Catherine Lockhart, également nouveau maire de Vendôme a succédé à Daniel Chanet, décédé.
| Période        | Période        | Identité           | Étiquette | Qualité                                                         |
| -------------- | -------------- | ------------------ | --------- | --------------------------------------------------------------- |
|                | septembre 2008 | Daniel Chanet      | PS        | maire de Vendôme et conseiller général du canton de Vendôme-1   |
| septembre 2008 | avril 2014     | Catherine Lockhart | PS        | maire de Vendôme et conseillère générale du canton de Vendôme-1 |
| avril 2014     | janvier 2017   | Pascal Brindeau    | UDI       | Maire de Vendôme                                                |

### Compétences
1993
- Développement économique
- Commerce
- Artisanat
- Aménagement de l'espace
- Habitat
- Cadre de vie

1996
- Insertion économique
- Formation

1998
- Action sociale

2000
- Voirie communautaire

2002
- Enlèvement et traitement des déchets ménagers

2003
- Tourisme
- Protection et mise en valeur de l'environnement
- Culture et animation du patrimoine
- Petite enfance / Enfance Jeunesse
- Équipements sportifs

### Identité visuelle
|  | Logo de la Communauté de Communes |

## Pour approfondir

## Sources
- Le Splaf
- La base Aspic
- Communauté de communes du Pays de Vendôme